# Straddle (Sport)

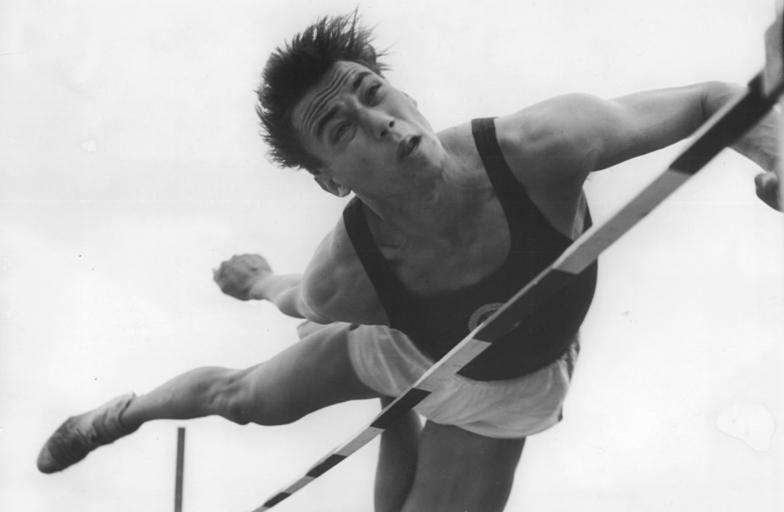
Werner Pfeil aus Karl-Marx-Stadt überquert 1958 die Latte im Straddlestil

Straddle (deutsche Bezeichnungen Parallelwälzer, Tauchwälzer oder Wälzsprung)  ist eine Hochsprungtechnik, bei der der  Springer sich bäuchlings über die Latte wälzt.
Sie gilt als Weiterentwicklung des Rollstils und war von Ende der 1930er Jahre bis Ende der 1960er Jahre die führende Hochsprungtechnik. Sie wurde erst seit 1968 zunehmend durch den Fosbury-Flop verdrängt. Seit 1980 ist die Technik nahezu völlig aus dem Wettkampfsport verschwunden. Nach der Erfindung des Flops wurde sie als zu kompliziert und weniger effektiv angesehen.

## Technik
Beim richtig ausgeführten Straddle (englisch: Beine spreizen) macht der Springer eine Schrägrolle vorwärts, so dass der Oberkörper hinter der Latte abtaucht, wobei die Beine mit gebeugten Knien gespreizt werden (Froschhocke) und nacheinander die Latte überqueren. Die Landung erfolgt auf Händen und Armen und über die Schulter abrollend.

## Vertreter

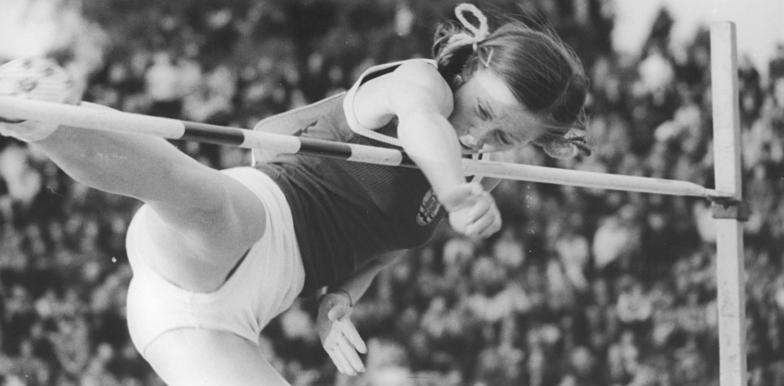
Rosemarie Ackermann, erste Zweimeterspringerin

Ein Springer beim Straddle auf einer Deutschen Sonderbriefmarke von 1976

Bedeutendste Vertreter dieser Technik waren:
- Dave Albritton erzielte 1936 mit 2,07 m den ersten Weltrekord im Straddle-Stil.
- Olympiasieger Waleri Nikolajewitsch Brumel (UdSSR), genannt der menschliche Sputnik. Er stellte Anfang der 1960er Jahre die Weltrekorde 2,23 m bis 2,28 m auf. Absprung auf Aschenbahn, Landung auf kleinem Sandhügel.
- Wladimir Jaschtschenko (UdSSR), 1977 als 17-Jähriger Weltrekord mit 2,33 m; 1978 Hallenweltrekord mit 2,35 m, größte mit dieser Technik bewältigte Höhe.
- Jüri Tarmak (UdSSR), letzter Straddle-Olympiasieger, 1972, 2,23 m
- Rolf Beilschmidt (DDR), 1978 DDR-Rekord mit 2,31 m
- Rosemarie Ackermann (DDR), 1977 Weltrekord mit 2,00 m, damit erste Zweimeterspringerin.
- Christian Schenk (DDR), letzter bedeutender Anwender dieser Technik, sprang 1988 bei seinem Zehnkampf-Olympiasieg 2,27 m, bis 2017 die größte Höhe, die je von einem Mehrkämpfer bewältigt wurde.[2]
- Thomas Zacharias (BR Deutschland, geb. 1947), war 1970 Westeuropas erster 2,20-m-Springer.